# Jeff Float
Jeffrey James (Jeff) Float (Buffalo (New York), 10 april 1960]) is een Amerikaans zwemmer.

## Biografie
Vanwege een hersenvliesontsteking als kind was Float slechthorend.
Tijdens de Wereldkampioenschappen zwemmen 1978 won Float de zilveren medaille op de 400m vrije slag achter Vladimir Salnikov
In 1982 werd Float wereldkampioen op de 4x200m vrije slag.
Float won tijdens de Olympische Zomerspelen 1984 in eigen land goud op de 4x200m vrije slag in een wereldrecord

## Internationale toernooien
| Jaar | Olympische Spelen                      | Wereldkampioenschappen |
| ---- | -------------------------------------- | ---------------------- |
| 1978 |                                        | 400m vrije slag        |
| 1979 |                                        |                        |
| 1980 | Amerikaanse boycot                     |                        |
| 1981 |                                        |                        |
| 1982 |                                        | 4x200m vrije slag      |
| 1983 |                                        |                        |
| 1984 | 4e 200m vrije slag · 4x200m vrije slag |                        |

1908: Derbyshire, Radmilovic, Foster, Taylor ·
1912: Healy, Champion, Boardman, Hardwick ·
1920: McGillivray, Kealoha, Ross, Kahanamoku ·
1924: O'Connor, Glancy, Breyer, Weissmuller ·
1928: Clapp, Laufer, Kojac, Weissmuller ·
1932: Miyazaki, Yusa, Yokoyama, Toyoda ·
1936: Yusa, Sugiura, Taguchi, Arai ·
1948: Ris, McLane, Wolf, Smith ·
1952: Moore, Woolsey, Konno, McLane ·
1956: O'Halloran, Devitt, Rose, Henricks ·
1960: Harrison, Blick, Troy, Farrell ·
1964: Clark, Saari, Ilman, Schollander ·
1968: Nelson, Rerych, Spitz, Schollander ·
1972: Kinsella, Tyler, Genter, Spitz ·
1976: Bruner, Furniss, Naber, Montgomery ·
1980: Kopljakov, Salnikov, Stoekolkin, Krylov ·
1984: Heath, Larson, Float, Hayes ·
1988: Dalbey, Cetlinski, Gjertsen, Biondi ·
1992: Lepikov, Pysjnenko, Tajanovitsj, Sadovy ·
1996: Davis, Hudepohl, Schumacher, Berube ·
2000: Thorpe, Klim, Pearson, Kirby ·
2004: Phelps, Lochte, Vanderkaay, Keller ·
2008: Phelps, Lochte, Berens, Vanderkaay ·
2012: Lochte, Dwyer, Berens, Phelps ·
2016: Dwyer, Haas, Lochte, Phelps ·
2020: Dean, Guy, Richards, Scott ·
2024: Guy, Dean, Richards, Scott